# Shōji Kawamori
 (avril 2020).
Si vous disposez d'ouvrages ou d'articles de référence ou si vous connaissez des sites web de qualité traitant du thème abordé ici, merci de compléter l'article en donnant les références utiles à sa vérifiabilité et en les liant à la section « Notes et références ».
Shōji Kawamori (河森 正治, Kawamori Shōji) né le 20 février 1960 est un réalisateur japonais de dessins animés et un designer spécialisé en conception mécanique.
Il est notamment le créateur ou le cocréateur des séries Vision d'Escaflowne, Earth Girl Arjuna, Aquarion, ainsi que de la presque totalité des opus de la saga Macross. Il est également un mecha designer, qui exerce ses talents aussi bien dans les séries animées (Ulysse 31, Eureka Seven) que dans le jeu vidéo (Tech Romancer de Capcom, Devil May Cry 5 ou la série des Armored Core).
Il est actuellement directeur exécutif de l'animation au studio Satelight.

## Biographie
Shōji Kawamori né le 20 février 1960.
Il étudie à l'Université Keio. En parallèle de ses études il est scénariste pour la série animée The Super Dimension Fortress Macross.
En 1983, il devient réalisateur pour le film The Super Dimension Fortress Macross: Do You Remember Love?.

## Travaux

### Réalisations
- 1984 : The Super Dimension Fortress Macross: Do You Remember Love? (film) - Coréalisateur, scénario, mecha-design
- 1987 : The Super Dimension Fortress Macross: Flash Back 2012 (OAV) - Réalisateur
- 1996 : Spring and Chaos (téléfilm) - Réalisation, scénario
- 2001 : Earth Girl Arjuna (série télévisée) - Réalisation, idée originale, coscénariste, storyboard (ep 1,2,4,8,10,13)
- 2002-04 : Macross Zero (OAV) - Réalisateur, idée originale, co-mecha-designer, storyboard (ep 1,3,4)
- 2005 : Sousei no Aquarion (série télévisée) - Réalisation, idée originale, coscénariste, design, storyboard (ep 1,3,26)
- 2005 : Sousei no Aquarion (OAV) - Réalisation, idée originale, coscénariste, design
- 2007 : Ani*Kuri (CM) - Réalisation ("Project Omega")
- 2007 : Genius Party (CM) - Réalisation ("Shanghai Dragon")
- 2008 : Macross Frontier- Coréalisateur, idée originale, coscénariste, mecha-design
- 2009 : Macross Frontier - film 1 (film) - Réalisateur, idée originale, scénario, co-mecha-designer,
- 2011 : Macross Frontier - film 2 (film) - Réalisateur, idée originale, scénario, co-mecha-designer,
- 2012 : AKB0048 - Réalisateur, idée originale, storyboard, mecha-design
- 2012 : Aquarion Evol - Coréalisateur, idée originale, storyboard, mecha-design
- 2013 : AKB0048 : Next stage - Réalisateur, idée originale, storyboard, mecha-design
- 2016: Macross Delta - Coréalisateur, idée originale
- 2018 : Jūshinki Pandora (en) - Coréalisateur, idée originale, scénario, mecha-design

### Autres
- 1978-79 : Tōshō Daimos (série télévisée) - Aide au Mecha Design (avec Studio Nue)
- 1979 : Gordian Warrior (série télévisée) - Mecha Designer (avec Studio Nue)
- 1979 : Ulysse 31 (série télévisée) - Mecha Designer (avec Studio Nue)
- 1979 : The Ultraman (série télévisée) - Mecha Designer (avec Studio Nue)
- 1981 : Golden Warrior Gold Lightan (série télévisée) - Mecha Designer (avec Studio Nue)
- 1982-83 : The Super Dimension Fortress Macross (série télévisée) - Coscénariste, co-mecha-designer, storyboard (ep 2,11,12,17,19,27)
- 1982 : Techno Police 21C (film) - Mecha-design, storyboard
- 1983 : Crusher Joe (film) - Mecha-design
- 1987 : Dangaioh (OAV) - Co-mecha-designer
- 1989 : Patlabor: The Movie (film) - Participation au Mecha-design
- 1991 : Future GPX Cyber Formula (série télévisée) - Design
- 1993 : Patlabor 2: The Movie (film) - Co-mecha-designer
- 1993 : Moldiver (en) (OAV) - Design
- 1994 : Macross Plus (OAV) - idée originale, storyboard, design
- 1994-95 : Macross 7 (série télévisée) - Superviseur, idée originale, co-mecha-designer, storyboard (ep 27)
- 1995 : Macross Plus (film) - Superviseur, idée originale, storyboard, design
- 1995 : Macross 7, le film: La galaxie m'appelle!  (film de 30 min) - Superviseur, idée originale, mecha-designer
- 1995 : Ghost in the Shell (film) - Co-mecha-designer[1]
- 1996 : Vision d'Escaflowne (série télévisée) - Idée originale, scénario, storyboard (ep 20)
- 1997-98 : Macross Dynamite 7 (OAV) - Idée originale, scénario, mecha-designer
- 1998-99 : Cowboy Bebop (série télévisée) - Coscénariste
- 1998 : Outlaw Star (série télévisée) - Design
- 1998 : Blue submarine n°6 (OAV) - Participation au Mecha-design
- 2001 : Alliance défensive de la Famille (série télévisée) - Idée originale, scénariste, co-mecha-designer
- 2001-02 : Okojo-san (série télévisée) - Storyboard (ep 48)
- 2002 : WXIII: Patlabor the Movie 3 (film) - Co-mecha-designer
- 2005-06 : Eureka Seven (série télévisée) - Mecha-designer[1]
- 2006 : Glass Fleet (série télévisée) - Mecha-designer
- 2007 : Kishin Taisen Gigantic Formula (série télévisée) - Participation au mecha-design
- 2007 : Engage Planet Kiss Dum (série télévisée) - Mecha-designer
- 2007 : Macross Frontier (série télévisée) - Superviseur, idée originale, scénario, co-mecha-designer, storyboard (ep 1,2,7,14,15,20,21,25)
- 2009 : Basquash! (série télévisée) - Superviseur, idée originale
- 2009-10 : Anyamaru Tantei Kiruminzuu (série télévisée) - Idée originale

### Jeux vidéo
- 2021 : Call of Duty: Mobile - création du skin Ashura pour le personnage de Reaper[1].